# میوا موریکاوا
میوا موریکاوا (به ژاپنی: 森川 美和،  زادهٔ ۲۲ ژوئیهٔ ۱۹۹۹) یک کشتی‌گیر آزادکار کشور ژاپن است.
از افتخارات وی می‌توان به کسب مدال طلا مسابقات قهرمانی کشتی جهان ۲۰۲۲ و مدال نقره مسابقات قهرمانی کشتی جهان ۲۰۲۱ و دو مدال برنز مسابقات قهرمانی کشتی جهان ۲۰۲۳ و قهرمانی کشتی جهان ۲۰۲۴ اشاره کرد.